# كول أوف ديوتي: مودرن وورفير 3 (لعبة فيديو 2023)
كول أوف ديوتي: مودرن وورفير 3 (بالإنجليزية: Call of Duty: Modern Warfare III)‏ و(بالعربية: نداء الواجب: الحرب الحديثة 3) هي لعبة فيديو من نوع تصويب منظور الشخص الأول، تم تطويرها بواسطة سلدج همر غيمز ونشرتها أكتيفجن . إنها اللعبة العشرون في سلسلة كول أوف ديوتي ، واللعبة الثالثة في سلسلة مودرن وارفير الفرعية المعاد تشغيلها ، وهي تكملة للعبة 2022 كول أوف ديوتي: مودرن وورفير 2 .
من المقرر إصدار اللعبة في 10 نوفمبر 2023 على أجهزة بلاي ستيشن 4 وبلاي ستيشن 5و مايكروسوفت ويندوز وإكس بوكس ون وإكس بوكس سيريس إكس وسيريس إس كجزء من مشغل لعب مشترك واحد يُعرف باسم كول أوف ديوتي أتش إجو . تم الإطلاق الكامل للعبة في 17 أغسطس 2023.

## طريقة اللعب

يقوم اللاعب بتصويب مجموعة من الأعداء بسلاحهم. رادار العدو مرئي في أعلى اليسار.

ستحتوي على طريقة لعب مشابهة للعبة مودرن وارفير 3 و مودرن وورفير 2 وغيرها من الألعاب في سلسلة كول أوف ديوتي . من بين الآليات العائدة في مودرن وارفير 3 ' إلغاء التمرير.  وفقًا لـأكتيفجن ، بالإضافة إلى المهام الخطية، ستحتوي حملة اللعبة على "مهام قتالية مفتوحة" والتي ستسمح للاعبين باختيار الطريقة التي يريدون بها تحقيق أهدافهم بحرية. 
في الوضع المتعدد اللاعبين، ستكون جميع الخرائط الستة عشر من كول أوف ديوتي: مودرن وورفير 2 متاحة عند الإطلاق، بالإضافة إلى القدرة على التصويت على الخرائط أثناء تواجدهم في ردهة التوفيق (غير متوفرة في بعض الألعاب الأخيرة) والسماح للاعبين بالحصول على وقت أطول سيكون لها أيضًا القدرة على زيادة الصحة. ' أيضًا الخريطة المصغرة ، التي كانت غائبة في مودرن وورفير 2 (2019) و، مما يسمح للاعبين برؤية الأعداء على رادارهم عندما يطلقون النار من سلاح بدون كاتم للصوت.  ستعود أوضاع اللعب الكلاسيكية مثل "Kill Confirmed" و"Hardpoint"، بالإضافة إلى وضع لعب جديد يسمى "Cutthroat"، والذي يضع ثلاثة فرق مكونة من ثلاثة لاعبين في مواجهة بعضهم البعض. بالإضافة إلى ذلك، يعود وضع "حرب برية" أيضًا بخرائط خاصة ووضع "حرب" الذي شوهد آخر مرة في كول أوف ديوتي: دبليو دبليو 2 ' ستحتوي اللعبة على ميزة الإشراف المدعومة بالذكاء الاصطناعي، والتي تستمع إلى التفاعلات داخل اللعبة وتبلغ على الفور عن السلوكيات السامة المفرطة.   لقد تم التأكيد على أنه سيتم إصدار ما لا يقل عن اثنتي عشرة خريطة جديدة متعددة اللاعبين بعد الإطلاق.

## تسويق
في 7 أغسطس 2023، تم إصدار مقطع دعائي لتأكيد العنوان.  في هذا الوقت تقريبًا، أنشأت أكتيفجن ،وتمت مشاركته عبر وسائل التواصل الاجتماعي. سيبدأ رقم الهاتف هذا بإرسال رسائل مجهولة المصدر إلى المشاركين، مثل "نحتاج إلى شخص مثلك يتمتع بخبرة في المزرعة"، بعد موافقة المشاركين على بعض الشروط.